# Etlingera belalongensis
Etlingera belalongensis là một loài thực vật có hoa trong họ Gừng. Loài này được A.D.Poulsen mô tả khoa học đầu tiên năm 1999.